# Куртулуш, Хаккы
Хаккы́ Куртулу́ш (тур. Hakkı Kurtuluş, род. 24 апреля 1980, Стамбул, Турция) — франко-турецкий кинорежиссёр, сценарист, продюсер и историк культуры.

## Биография
Изучал кинематограф и теорию медиа в Лионе, Тюбингене, Сорбонне в Париже. Также занимается историей культуры Германии. Опубликовал несколько литературных трудов.
В 2009 году совместно с Меликом Сарачоглу дебютировал в полнометражном кино картиной «Там» (2009), удостоенной награды кинофестиваля в Анкаре. Два года спустя вышла их документальная лента об Ингмаре Бергмане «Путешествие в Бергманию».
Картина «Свет моих очей» (Eye Am, также встречается перевод «Я глаз») – третья полнометражная работа режиссёрского дуэта , участвовавшая в ММКФ'14 и получившая сразу три награды: Специальный приз жюри «Серебряный Георгий», Приз азиатской ассоциации Netpac Award, Приз Федерации киноклубов России.
Женат на россиянке, которую зовут Елизавета. Свадьба состоялась 15 июля 2017 года.. В январе 2021 года в семье родился сын, которого назвали Фердинанд Куртулуш Грин.

## Фильмография

### Режиссёр, сценарист, продюсер
Художественные фильмы
- 2013 — «Свет моих очей» (Eye Am)
- 2009 — «Там» (Orada)

Документальные фильмы
- 2015 — «УРА! ТУРЕЦКИЙ КИНЕМАТОГРАФ ОТМЕЧАЕТ В ЭТОМ ГОДУ СВОЕ 100-ЛЕТИЕ!»[4]
- 2011 — «Путешествие в Бергманию» (Viaggio in Bergmania)

### Актёр
- 2013 — «Свет моих очей» (Eye Am)
- 2012 — «Сторожевая башня»[5]

## Награды и номинации
«Там» (Orada)
- 2009 — Номинация гран-при на Международномфестивале в Братиславе
- 2009 — Номинация гран-при лучший фильм на Гентском международном кинофестивале
- 2009 — Номинация на Golden Crow Pheasant на Международном кинофестивале в Керале
- 2010 — Победитель в номинации Самый многообещающий режиссёр на Анкарском международном кинофестивале[тур.][6]
- 2010 — Номинация на приз жюри Анкарского международного кинофестиваля
- 2010 — Номинация на приз жюри на Международном кинофестивале дебютных фильмов в Анноне

«Свет моих очей» (Gözümün Nûru / Eye Am)
- 2014 — Победитель в номинации специальный приз жюри «Серебряный Георгий»
- 2014 — Приз федерации киноклубов на Московском международном кинофестивале
- 2014 — Приз ассоциации NETPAC
- 2014 — Номинация на «Золотого Святого Георгия» Московского международного кинофестиваля за лучший фильм